# Puente Flor de Lotus
El Puente Flor de Lótus (en chino tradicional: 蓮花大橋; chino simplificado: 莲花大桥) es un puente fronterizo que conecta a Zona do Aterro de Cotai, en Macao a la isla china de Hengqin. Este es uno de los puentes fronterizos de dos existentes, siendo el otro el Portas do Cerco, localizado en la Península de Macao.
El puente Flor de Lótus está localizada a 8 km del Aeropuerto Internacional de Macao. El puente tiene 3 carriles de cada lado. En el puente el sentido de la circulación es por la izquierda, según la costumbre de Macao.